# Nomia melanderi
La abeja de la alfalfa, Nomia melanderi, es una abeja de la familia Halictidae que anida en el suelo en lugares desérticos o semidesérticos del oeste de Estados Unidos. Prefiere suelos salitrosos.
Es un eficaz polinizador de la alfalfa. Se caracteriza por su técnica para abrir las flores de alfalfa que requieren presión para hacer que la quilla (los 2 pétalos inferiores de la flor) exponga las anteras con su polen. Los agricultores han desarrollado métodos de crear hábitat apropiado para los nidos de estas abejas en la proximidad de los campos de alfalfa.
Uno de sus principales enemigos es la mosca parasítica Conopidae, Zodion obliquefasciatum.